# Óscar Conde
Óscar Iván Conde Chourio (Maracay, Aragua, Venezuela; 6 de junio de 2002) es un futbolista venezolano que juega como defensa en la Academia Puerto Cabello de la Primera División de Venezuela.

## Estadísticas de carrera

### Club
| Club                    | Temporada     | Liga             | Liga | Liga  | Copa | Copa | Continental | Continental | Otro | Otro  | Total | Total |
| Club                    | Temporada     | División         | PJ   | Goles | PJ   | PJ   | PJ          | Goles       | PJ   | Goles | PJ    | Goles |
| ----------------------- | ------------- | ---------------- | ---- | ----- | ---- | ---- | ----------- | ----------- | ---- | ----- | ----- | ----- |
| Academia Puerto Cabello | 2018          | Primera División | 3    | 0     | 0    | 0    | 0           | 0           | 0    | 0     | 3     | 0     |
| Academia Puerto Cabello | 2019          | Primera División | 0    | 0     | 0    | 0    | 0           | 0           | 0    | 0     | 0     | 0     |
| Academia Puerto Cabello | 2020          | Primera División | 8    | 1     | 0    | 0    | 0           | 0           | 0    | 0     | 8     | 1     |
| Carrera total           | Carrera total | Carrera total    | 11   | 1     | 0    | 0    | 0           | 0           | 0    | 0     | 11    | 1     |

### Selección nacional
| Selección | Año   | Partidos | Goles |
| --------- | ----- | -------- | ----- |
| Venezuela | 2020  | 1        | 0     |
| Total     | Total | 1        | 0     |